# シュールコー

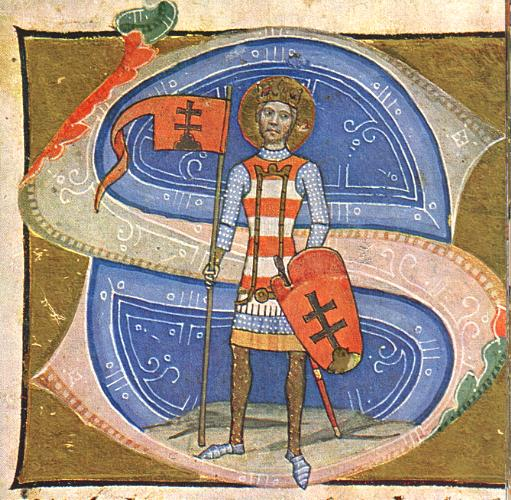
着用例。

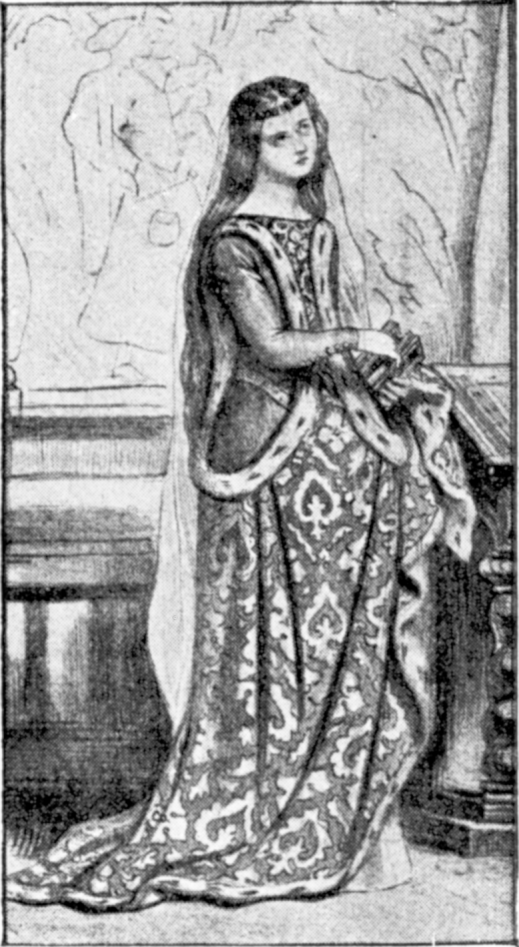
シュールコートゥベール

シュールコー（仏: surcotte / コットの上に重ねるもの）とは、男性は12世紀の末（女性は13世紀に入ってから）14世紀半ばまで、西欧の男女に着られた丈長の上着のこと。シクラス、サーコート (Surcoat) とも。コットという丈の長いチュニックの上に重ねて着る緩やかな外出用の上着で、男性は長くても踝丈、女性は床に引きずる程度の長さであった。長袖のものはやや珍しく、大半が袖無しもしくは半袖程度の短い袖。14世紀に入って、タイトなコットが流行するとシュールコートゥベールという脇を大きく刳ったタイプが大流行する。

## 概要
元々は、シクラスという十字軍兵士が鎧の上から羽織る白麻の上着であった。
金属でできた鎧が光を反射するのを抑えるためと、雨による錆を抑えるために着るようになったものだが、戦場で乱戦となった時に他の騎士と見分けがつきやすいように盾に付けていた自分の紋章などを大きく飾る場合もあった。イングランド王ヘンリー3世は、最上の赤地の金襴で仕立てられ前後に三匹の獅子を刺繍したシクラスを身に着けていた。
12世紀末に、十字軍からの帰還兵士を中心に日常着となる。初めは白麻などで作った白無地のものが多かったが、コットと同じようなウールの色物が一般的になっていった。フランス王室の1352年の会計録には、シャルル王太子（後のシャルル5世）の着る袖付きシュールコーの表地のために赤色と藍色のビロードと金襴、裏地のためにヴェール（リスの毛皮）を購入した旨が記載されている。
色は赤が人気で、濃い青や黒や白などもよく使われた。緑は黄と青の二色で染める手間から生地が割高で、五月祭の衣装や子供服などに着られたほかはあまり身につけられることはなかった。最も不人気だったのは黄色で、特に黄褐色は裏切りを連想させる色として嫌がられた。黄色は、道化やごく低い身分の召使、ユダヤ人などが着るほかはほとんど着られなかった。
13世紀にイタリアで捺染の技術が発展し、模様のついた衣服が広まる。模様は無地か散らし模様が人気で、縞模様は仕着せとして使われたが、旅芸人や娼婦などに着用が強制されるなど人気が低かった。

## 装飾
13世紀から14世紀の流行として、ミ・パルティという片身替わり（身頃の中心から左右で色や模様が異なる衣服のこと。）の装飾がある。
宮廷道化師を中心に仕着せなどに好んで使われ、即位式などでは主君の武具に使う色の組み合わせを身にまとって恭順の意思を表明した。シャルル6世がイザボー・ド・バヴィエールと結した際に、パリ市民たちはこぞってシャルル6世の紋章に使われた赤と緑に彩られたミ・パルティの衣装を纏って王妃を歓迎した。ただし、フランス王族以外のパリ入市にあたっては、パリの紋章色である赤と青の衣装を着ていた。パリを占領したイギリス王ヘンリー6世を迎えるにあたって、パリ市民は赤い帽子と青い外套を身につけたと記録されている。コットやシュールコー、左右のホーズを色分けするのだが、甚だしい場合、コットとホーズの色を互い違いにした者もいる。
一方、高貴な身分の少年たちや貴婦人もミ・パルティの衣装をよく身に着けていた。前述のシャルル王太子のシュールコーは、一つが金襴で縁飾りを付けた藍色のビロードで、もう一つが赤と藍のミ・パルティであった。王太子だけでなく、同時に衣服を新調した弟や従兄弟もミ・パルティの衣装を仕立てている。
ミ・パルティの一種として、主に既婚女性が身に付けた身頃の左右に別々の紋章を飾った衣装がある。普通、向かって左に夫の紋章、右に父親の紋章を描くものだが、妻のほうが夫よりずっと身分が高い場合などにごく稀に紋章が逆に配置された。
同じく女性にのみ着られた衣装に、シュールコートゥベールという脇を大きく刳ったタイプのものがある。タイトなコットの流行に従って、腰のラインと美しく刺繍された布帯を見せる目的で考案されたものだったが、教会からはふしだらな衣装とみなされていた。